# ジョージ・ベレスフォード (初代ウォーターフォード侯爵)

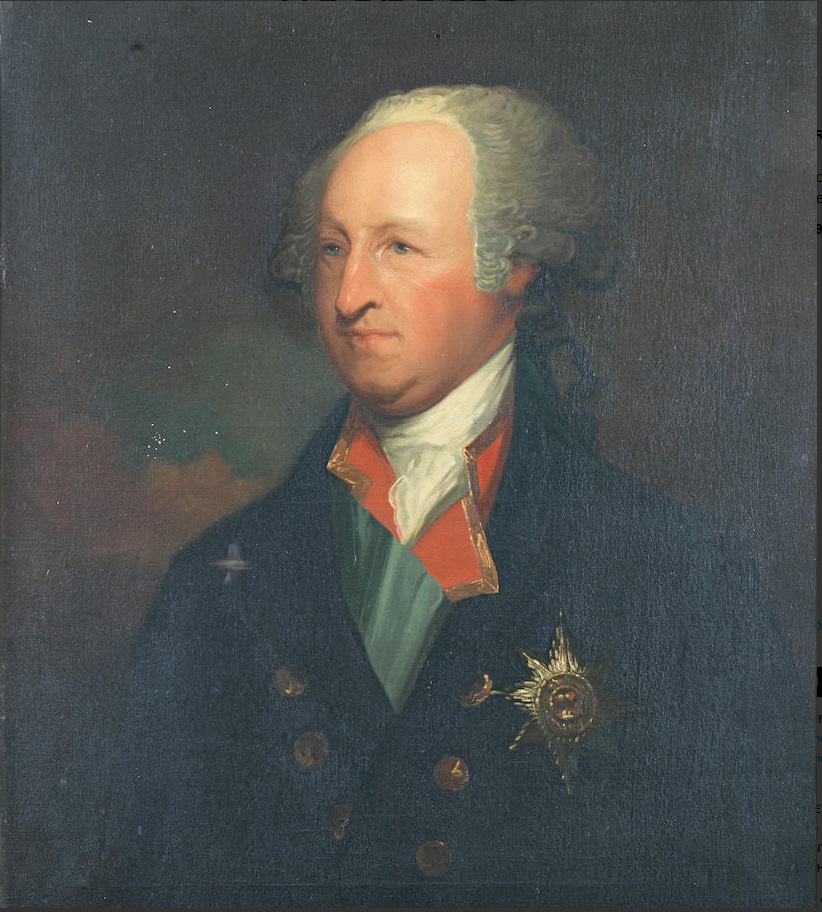
初代ウォーターフォード侯爵

初代ウォーターフォード侯爵ジョージ・ド・ラ・プア・ベレスフォード（英語: George de la Poer Beresford, 1st Marquess of Waterford KP PC (Ire)、1735年1月8日 – 1800年12月3日）は、アイルランド王国の貴族、政治家。1757年から1763年までアイルランド庶民院議員を務めた。1746年から1763年までベレスフォード卿の儀礼称号を使用した。

## 生涯
初代ティロン伯爵マーカス・ベレスフォードとキャサリン・パワー（Catherine Power、1701年11月29日 – 1769年7月27日、第3代ティロン伯爵ジェームズ・パワーの娘）の四男（長男ジェームズ、次男マーカス、三男マーカスは早世）として、1735年1月8日に生まれた。
1757年から1760年までウォーターフォード・カウンティ選挙区の、1761年から1763年までコルレイン選挙区の代表としてアイルランド庶民院議員を務め、1763年4月4日に父が死去するとティロン伯爵位を継承、1769年7月27日に母が死去するとラ・プア男爵位を継承した。また、1763年にアイルランド枢密院の枢密顧問官に、1766年にウォーターフォード県総督に任命され、1769年から1800年まではウォーターフォード県首席治安判事を兼任した。
1783年2月5日に聖パトリック騎士団が創設されると、同年3月11日に定員15名のうちの1人に選出された。
1786年8月21日、グレートブリテン貴族であるペンブルックシャーにおけるハヴァーフォードウェストのティロン男爵に叙された。土地指定にハヴァーフォードウェストを選んだ理由は「この国（アイルランド）の対岸にあるため」で、爵位名はアイルランド貴族における爵位であるティロン伯爵と同じ名称にした。その後、1789年8月19日にアイルランド貴族であるウォーターフォード侯爵に叙された。
1800年12月3日にカラーモアで死去、息子ヘンリーが爵位を継承した。

## 家族
1769年4月19日、エリザベス・マンク（Elizabeth Monck、1743年 – 1816年1月15日、ヘンリー・マンクの娘）と結婚、4男2女をもうけた。
- マーカス（1771年3月17日 – 1783年8月10日）
- ヘンリー・ド・ラ・プア（1772年 – 1826年） - 第2代ウォーターフォード侯爵
- ジョン・ジョージ（英語版）（1773年 – 1862年） - 聖職者
- イザベラ・アン（1776年 – 1850年5月7日） - 1812年4月1日、サー・ジョン・ウィリアム・ヘッド・ブリッジス（Sir John William Head Brydges、1764年 – 1839年、エドワード・ブリッジスの息子）と結婚、子供あり
- エリザベス・ルイーザ（1856年1月6日没） - 1816年7月10日、デニス・パック（英語版）（1823年7月24日没）と結婚、子供あり。1831年2月12日、第6代準男爵サー・トマス・レイネルと再婚
- ジョージ・トマス（英語版）（1781年 – 1839年） - 1808年11月22日、ハリエット・シューツ（Harriet Schutz、1860年4月28日没、ジョン・ベーコン・シューツの娘）と結婚、子供あり

庶子に初代準男爵サー・ジョン・プー・ベレスフォード（1766年 – 1844年）と初代ベレスフォード子爵ウィリアム・ベレスフォード（1768年 – 1854年）がいる。